# Augusta de Anhalt-Dessau
Amalia Augusta de Anhalt-Dessau (en alemán: Amalie Auguste von Anhalt-Dessau; Dessau, 18 de agosto de 1793-Rudolstadt, 12 de junio de 1854) fue la hija mayor del príncipe heredero Federico de Anhalt-Dessau, y de su esposa, la landgravina Amalia de Hesse-Homburg (hija del landgrave Federico V de Hesse-Homburg).

## Matrimonio y descendencia
El 15 de abril de 1816 contrajo matrimonio en Dessau con su primo, Federico Gunter, príncipe reinante de Schwarzburgo-Rudolstadt (hijo del príncipe Luis Federico II de Schwarzburgo-Rudolstadt y de su esposa, la landgravina Carolina de Hesse-Homburg). Tuvieron tres hijos:
- Federico Gunter (1818-1821).
- Gunter (1821-1845).
- Gustavo (1828-1837).

## Muerte
La princesa Augusta murió el 12 de junio de 1854 en Rudolstadt. Su viudo, el príncipe Federico Gunter, volvió a contraer matrimonio con una hija de su hermano, Jorge, en 1855.
Su hermano menor gobernó el unificado ducado de Anhalt desde 1863 hasta su muerte en 1871 como Leopoldo IV.